# Liste der Kulturdenkmäler in Erbach (Odenwald)
Die folgende Liste enthält die in der Denkmaltopographie ausgewiesenen Kulturdenkmäler auf dem Gebiet  der  Stadt Erbach, Odenwaldkreis, Hessen.
Hinweis: Die Reihenfolge der Denkmäler in dieser Liste orientiert sich zunächst an Stadtteilen und anschließend der Anschrift, alternativ ist sie auch nach der Bezeichnung, der vom Landesamt für Denkmalpflege vergebenen Nummer oder der Bauzeit sortierbar.
Kulturdenkmäler werden fortlaufend im Denkmalverzeichnis des Landes Hessen durch das Landesamt für Denkmalpflege Hessen auf Basis des Hessischen Denkmalschutzgesetzes (HDSchG) geführt. Die Schutzwürdigkeit eines Kulturdenkmals hängt nicht von der Eintragung in das Denkmalverzeichnis des Landes Hessen oder der Veröffentlichung in der Denkmaltopographie ab.

Das Vorhandensein oder Fehlen eines Objekts in dieser Liste ist keine rechtsverbindliche Auskunft darüber, ob es Kulturdenkmal ist oder nicht: Diese Liste entspricht möglicherweise nicht dem aktuellen Stand der offiziellen Denkmaltopographie. Diese ist für Hessen in den entsprechenden Bänden der Denkmaltopographie Bundesrepublik Deutschland und im Internet unter DenkXweb – Kulturdenkmäler in Hessen einsehbar. Auch diese Quellen sind, obwohl sie durch das Landesamt für Denkmalpflege Hessen aktualisiert werden, nicht immer aktuell, da es im Denkmalbestand immer wieder Änderungen gibt.
Eine verbindliche Auskunft erteilt allein das Landesamt für Denkmalpflege Hessen.
Nutze diese Kartenansicht, um Koordinaten in der Liste zu setzen. In dieser Kartenansicht sind Kulturdenkmale ohne Koordinaten mit einem roten bzw. orangen Marker dargestellt und können in der Karte gesetzt werden. Kulturdenkmale ohne Bild sind mit einem blauen bzw. roten Marker gekennzeichnet, Kulturdenkmale mit Bild mit einem grünen bzw. orangen Marker.

## Kulturdenkmäler nach Ortsteilen

### Bullau
| Bild                             | Bezeichnung                       | Lage                                                                     | Beschreibung | Bauzeit | Objekt-Nr. |
| -------------------------------- | --------------------------------- | ------------------------------------------------------------------------ | ------------ | ------- | ---------- |
| Bild gesucht BW                  | Sachteil: Stellsteinreihe         | Am Holzapfelbaum (Krähenberger Weg) LageFlur: 1, Flurstück: 49/1         |              |         | 11047 DDB  |
| Bild gesucht BW                  | Sachteil: Laufbrunnen             | Am Löwenbrunnen LageFlur: 11, Flurstück: 132/21                          |              |         | 11046 DDB  |
| Bild gesucht BW                  | Sachteile: Keller und Ziehbrunnen | Fortunastraße 5 LageFlur: 1, Flurstück: 16/9                             |              |         | 11039 DDB  |
| Evangelische Kirche mit Friedhof | Evangelische Kirche mit Friedhof  | Fortunastraße 17, Im Ort LageFlur: 1, Flurstück: 8/1, 8/2                |              |         | 11043 DDB  |
| Bild gesucht BW                  | Sachteil: Ziehbrunnen             | Fortunastraße 21 LageFlur: 1, Flurstück: 1/5                             |              | 1757    | 11044 DDB  |
| Bild gesucht BW                  | Sachteil: Stellsteine             | Fortunastraße 35 LageFlur: 8, Flurstück: 82/2                            |              |         | 11041 DDB  |
| Bild gesucht BW                  | Sachteil: Ziehbrunnen             | Fortunastraße 35 LageFlur: 8, Flurstück: 82/2                            |              |         | 11042 DDB  |
| Bild gesucht BW                  | Sachteil: Keller                  | Fortunastraße 36, 34 LageFlur: 2, Flurstück: 18/2, 20/3                  |              | 1605    | 11040 DDB  |
| Bild gesucht BW                  | Stellsteinreihen                  | Hausgewann (Hinter Schöllenbacher Weg 18) LageFlur: 8, Flurstück: 45, 65 |              |         | 11045 DDB  |
| weitere Bilder                   | Bullauer Bild                     | Kohlwald (an der alten Bullauer Straße) LageFlur: 16, Flurstück: 1/13    |              | 1561    | 11048 DDB  |

### Dorf-Erbach
| Bild                 | Bezeichnung          | Lage                                              | Beschreibung | Bauzeit | Objekt-Nr. |
| -------------------- | -------------------- | ------------------------------------------------- | ------------ | ------- | ---------- |
| Ehemaliges Schulhaus | Ehemaliges Schulhaus | Dreiseetalstraße 40 LageFlur: 1, Flurstück: 108/4 |              |         | 11050 DDB  |
|                      |                      | Dreiseetalstraße 45 LageFlur: 1, Flurstück: 112/3 |              |         | 11051 DDB  |
|                      |                      | Dreiseetalstraße 47 LageFlur: 1, Flurstück: 109/1 |              |         | 11052 DDB  |

### Ebersberg
| Bild            | Bezeichnung     | Lage                                                                       | Beschreibung                                    | Bauzeit | Objekt-Nr. |
| --------------- | --------------- | -------------------------------------------------------------------------- | ----------------------------------------------- | ------- | ---------- |
| Bild gesucht BW | Dorfbrunnen     | Ebersberger Straße (neben Nr. 45) LageFlur: 2, Flurstück: 96/28            |                                                 |         | 11054 DDB  |
| Bild gesucht BW | Stellsteinreihe | Ebersberger Straße (gegenüber Nr. 47) LageFlur: 2, Flurstück: 96/28        |                                                 |         | 11056 DDB  |
| Bild gesucht BW | Kellerportal    | Ebersberger Straße 47 LageFlur: 2, Flurstück: 87/1                         | Rundbogig schließendes Kellerportal             |         | 11055 DDB  |
| Bild gesucht BW |                 | Ebersberger Straße 50 LageFlur: 2, Flurstück: 28/1                         | einstöckiges Fachwerkwohnhaus, holzverschindelt | 1843    | 11057 DDB  |
| Bild gesucht BW | Vierseithof     | In der Sommerhelle 15, Am Sommergarten 11 LageFlur: 3, Flurstück: 4/2, 4/3 |                                                 | 1891    | 11060 DDB  |
| Bild gesucht BW | Keilsteinbrücke | Mühlgraben, Mümling (Gew II) LageFlur: 2, Flurstück: 97/2                  |                                                 | 1826    | 11058 DDB  |
| Bild gesucht BW | Mümlingbrücke   | Mümling (GEW II) LageFlur: 2, Flurstück: 97/3                              |                                                 |         | 11059 DDB  |

### Erbach
| Bild                                          | Bezeichnung                                   | Lage | Beschreibung                                                               | Bauzeit   | Objekt-Nr. |
| --------------------------------------------- | --------------------------------------------- | --- | -------------------------------------------------------------------------- | --------- | ---------- |
| Bild gesucht BW                               |                                               | Alte Poststraße 7 LageFlur: 1, Flurstück: 823/5                                                                                             | „Alte Post“                                                                | 1903      | 10968 DDB  |
| Bild gesucht BW                               | Ehemaliges Pfarrhaus                          | Am Pfarrgarten 1 LageFlur: 1, Flurstück: 228/3                                                                                              |                                                                            |           | 10969 DDB  |
| weitere Bilder                                | Schloß der Grafen zu Erbach                   | Am Schloßgraben, Marktplatz 3, 5, 7, 9, 11, 15 LageFlur: 1, Flurstück: 1/1–3, 3/2, 4, 991/3                                                 |                                                                            |           | 11004 DDB  |
| Bild gesucht BW                               | Stadtbefestigung                              | Am Schloßgraben, Brückenstraße, Marktplatz, Marktplatz 5, 7, 9, 11, Städtel LageFlur: 1, Flurstück: 1/2, 3/2, 4, 58/3, 72/1, 991/2          |                                                                            |           | 11034 DDB  |
| Bild gesucht BW                               |                                               | Am Schloßgraben 2 LageFlur: 1, Flurstück: 126/2, 127                                                                                        |                                                                            |           | 11003 DDB  |
| Bild gesucht BW                               |                                               | Am Schloßgraben 2 LageFlur: 1, Flurstück: 126/2, 127                                                                                        | Sogenannte „Kurschmiede“                                                   |           | 10970 DDB  |
|                                               |                                               | Am Schloßgraben 6 LageFlur: 1, Flurstück: 126/3                                                                                             |                                                                            | um 1720   | 10971 DDB  |
|                                               |                                               | Am Schloßgraben 12 Lage |                                                                            |           | 10972 DDB  |
| Laufbrunnen                                   | Laufbrunnen                                   | Am Schloßgraben 22 LageFlur: 1, Flurstück: 108/1                                                                                            |                                                                            |           | 10973 DDB  |
|                                               |                                               | Am Schloßgraben 42 LageFlur: 1, Flurstück: 82/2                                                                                             |                                                                            |           | 10974 DDB  |
| Bild gesucht BW                               |                                               | Am Schloßgraben 45 LageFlur: 1, Flurstück: 76/1                                                                                             |                                                                            |           | 645394 DDB |
| Güterhalle                                    | Güterhalle                                    | Bahnhofsplatz, Bahnhofsplatz 1 LageFlur: 1, Flurstück: 982/23, 982/41, 982/42                                                               |                                                                            | um 1900   | 732322 DDB |
|                                               |                                               | Bahnstraße 1 LageFlur: 1, Flurstück: 128 |                                                                            |           | 10975 DDB  |
| Gasthaus 'Zum Hirsch'                         | Gasthaus 'Zum Hirsch'                         | Bahnstraße 2 LageFlur: 1, Flurstück: 159/1                                                                                                  |                                                                            |           | 10976 DDB  |
| Bild gesucht BW                               |                                               | Bahnstraße 8, 10, 6 LageFlur: 1, Flurstück: 150/4, 153/1                                                                                    |                                                                            | um 1800   | 10977 DDB  |
| Bild gesucht BW                               |                                               | Bahnstraße 23a, 23 LageFlur: 1, Flurstück: 844, 846/3, 850                                                                                  |                                                                            |           | 10978 DDB  |
| Erbach, Beethovenstraße 8-10 (Kulturdenkmal)  |                                               | Beethovenstraße 8, 10 LageFlur: 1, Flurstück: 333/2 und 371/1                                                                               |                                                                            |           | 10979 DDB  |
| Erbach, Brückenstraße 1 (Kulturdenkmal)       |                                               | Brückenstraße 1 LageFlur: 1, Flurstück: 436/2                                                                                               |                                                                            |           | 10980 DDB  |
| Gasthaus 'Zur Traube'                         | Gasthaus 'Zur Traube'                         | Brückenstraße 7, 9 LageFlur: 1, Flurstück: 442/2, 442/5                                                                                     |                                                                            |           | 10981 DDB  |
| Ehemaliges Hirtenhaus                         | Ehemaliges Hirtenhaus                         | Brückenstraße 27 LageFlur: 1, Flurstück: 472/7                                                                                              |                                                                            | um 1798   | 10982 DDB  |
| weitere Bilder                                | Straßenbrücke                                 | Eisenbahn (auf der Grenze zu Michelstadt) LageFlur: 4, Flurstück: 57/1                                                                      |                                                                            | 1874      | 952486 DDB |
| Bild gesucht BW                               |                                               | Eulbacher Straße 10 LageFlur: 3, Flurstück: 25/22                                                                                           | Pittoreske historische Villa                                               | 1899      | 10983 DDB  |
|                                               |                                               | Eulbacher Straße 14 LageFlur: 3, Flurstück: 25/32                                                                                           | Sehr gut erhaltene kleine Villa                                            | 1905      | 10984 DDB  |
| Bild gesucht BW                               | Friedhof mit Kapelle und Kriegerdenkmal       | Friedhofstraße 12 LageFlur: 2, Flurstück: 78/2                                                                                              |                                                                            |           | 10985 DDB  |
| Bild gesucht BW                               | Ehemaliges Kammergebäude                      | Gabelsbergerstraße LageFlur: 2, Flurstück: 15/1                                                                                             |                                                                            | 1900/01   | 10986 DDB  |
| Bild gesucht BW                               | Arbeitsamt                                    | Gabelsbergerstraße 5 LageFlur: 2, Flurstück: 10/1                                                                                           |                                                                            | 1907      | 10988 DDB  |
| Gesamtanlage Erbach                           | Gesamtanlage Erbach                           | Gesamtanlage Lage | Altstadt mit Schloß und Lustgartenbereich                                  |           | 10967 DDB  |
|                                               |                                               | Hauptstraße 9 LageFlur: 1, Flurstück: 227                                                                                                   |                                                                            |           | 10989 DDB  |
|                                               |                                               | Hauptstraße 17 LageFlur: 1, Flurstück: 270/7                                                                                                |                                                                            |           | 10990 DDB  |
| weitere Bilder                                | Katholische Pfarrkirche St. Sophia            | Hauptstraße 40 LageFlur: 1, Flurstück: 402                                                                                                  |                                                                            | 1842/43   | 10991 DDB  |
|                                               |                                               | Hauptstraße 42 LageFlur: 1, Flurstück: 401/3                                                                                                |                                                                            |           | 10992 DDB  |
|                                               |                                               | Hauptstraße 43 LageFlur: 1, Flurstück: 328/5                                                                                                |                                                                            |           | 10993 DDB  |
| Katholisches Pfarramt                         | Katholisches Pfarramt                         | Hauptstraße 44/46 LageFlur: 1, Flurstück: 400                                                                                               |                                                                            |           | 10994 DDB  |
| Bild gesucht BW                               |                                               | Hauptstraße 52 LageFlur: 1, Flurstück: 388/2                                                                                                | Spätklassizistisches Gebäude                                               | 1883      | 10995 DDB  |
| weitere Bilder                                | Ruine der Kapelle „St. Jakob zur Noth Gottes“ | Im Brudergrund LageFlur: 8, Flurstück: 280                                                                                                  |                                                                            |           | 11035 DDB  |
| Gaststätte „Erbacher Brauhaus“                | Gaststätte „Erbacher Brauhaus“                | Jahnstraße 1 LageFlur: 1, Flurstück: 162/8                                                                                                  |                                                                            |           | 10996 DDB  |
| Bild gesucht BW                               |                                               | Jahnstraße 4/6 LageFlur: 1, Flurstück: 218/5                                                                                                |                                                                            | 1751      | 10997 DDB  |
| Bild gesucht BW                               |                                               | Jahnstraße 8 LageFlur: 1, Flurstück: 217/7                                                                                                  | Siebenachsiges Wohn- und Geschäftshaus                                     | 1788      | 10998 DDB  |
| Bild gesucht BW                               |                                               | Jahnstraße 18 LageFlur: 1, Flurstück: 189/12                                                                                                |                                                                            | 1761/62   | 10999 DDB  |
| weitere Bilder                                | Lustgarten und Orangerie                      | Lustgartenstraße 2, Lustgarten LageFlur: 1, Flurstück: 169/12, 169/13                                                                       |                                                                            |           | 11000 DDB  |
| Denkmal Graf Franz I.                         | Denkmal Graf Franz I.                         | Marktplatz LageFlur: 1, Flurstück: 991/2 |                                                                            | 1874      | 11001 DDB  |
| Marktbrunnen                                  | Marktbrunnen                                  | Marktplatz LageFlur: 1, Flurstück: 991/2 | Barocker Laufbrunnen                                                       |           | 11002 DDB  |
| Altes Rathaus                                 | Altes Rathaus                                 | Marktplatz 1 LageFlur: 1, Flurstück: 39/2                                                                                                   |                                                                            | 1545      | 11014 DDB  |
| weitere Bilder                                | Ehemalige Schloßmühle                         | Marktplatz 6 LageFlur: 1, Flurstück: 161/1                                                                                                  | Ehemalige Schloßmühle                                                      | 1874      | 11005 DDB  |
| weitere Bilder                                | Kreishaus Erbach (Landratsamt)                | Michelstädter Straße 12 LageFlur: 5, Flurstück: 146/7                                                                                       | Ehemaliges Kreisamt                                                        | 1903      | 11006 DDB  |
| Bild gesucht BW                               |                                               | Michelstädter Straße 14 LageFlur: 5, Flurstück: 139/8                                                                                       | Villa des Tuchfabrikanten Fritz Kumpf, erbaut von Heinrich Metzendorf      | 1921/22   | 11007 DDB  |
| Erbach, Michelstädter Str. 16 (Kulturdenkmal) |                                               | Michelstädter Straße 16 LageFlur: 5, Flurstück: 139/6                                                                                       |                                                                            |           | 11008 DDB  |
| Michelstädter Straße 18-22 (Kulturdenkmal)    |                                               | Michelstädter Straße 18/20/22 LageFlur: 5, Flurstück: 139/7                                                                                 |                                                                            | 1919–1924 | 11009 DDB  |
| Bild gesucht BW                               |                                               | Michelstädter Straße 28, 28a, An der Zentlinde 31 LageFlur: 5, Flurstück: 135/2–4                                                           | Villa des gräflichen Archivrats Karl Morneweg, erbaut von Georg Metzendorf | 1905/06   | 11010 DDB  |
| Bild gesucht BW                               | Evangelisches Pfarrhaus                       | Neckarstraße 18 LageFlur: 10, Flurstück: 378/1                                                                                              | Erbaut von Georg Metzendorf                                                | 1906/07   | 11011 DDB  |
| Bild gesucht BW                               |                                               | Nees-von-Esenbeck-Straße 9/11 LageFlur: 5, Flurstück: 142                                                                                   |                                                                            | 1925–26   | 11012 DDB  |
| Bild gesucht BW                               |                                               | Obere Marktstraße 17, An der Pestalozzistraße, Obere Marktstraße, Obere Marktstraße 19 LageFlur: 2, Flurstück: 31/1, 94/5, 95/2, 95/5, 95/6 |                                                                            |           | 11013 DDB  |
| weitere Bilder                                | Evangelische Stadtkirche                      | Städtel 3 LageFlur: 1, Flurstück: 40/1 |                                                                            |           | 11015 DDB  |
| Bild gesucht BW                               |                                               | Städtel 4 LageFlur: 1, Flurstück: 32 |                                                                            |           | 11016 DDB  |
| Laufbrunnen                                   | Laufbrunnen                                   | Städtel (vor Nr. 5) LageFlur: 1, Flurstück: 993/5                                                                                           |                                                                            |           | 11018 DDB  |
|                                               |                                               | Städtel 5 LageFlur: 1, Flurstück: 41/1 | Ehemaliges Färberhaus                                                      |           | 11017 DDB  |
| Bild gesucht BW                               |                                               | Städtel 7, Brückenstraße 2, Städtel 9 LageFlur: 1, Flurstück: 46/2, 48, 50                                                                  |                                                                            |           | 11019 DDB  |
|                                               |                                               | Städtel 8 LageFlur: 1, Flurstück: 29/1 |                                                                            |           | 11020 DDB  |
| Bild gesucht BW                               |                                               | Städtel 9, 13 LageFlur: 1, Flurstück: 50, 53/2                                                                                              |                                                                            |           | 11021 DDB  |
| Bild gesucht BW                               |                                               | Städtel 11 LageFlur: 1, Flurstück: 49 |                                                                            |           | 11022 DDB  |
|                                               |                                               | Städtel 12 LageFlur: 1, Flurstück: 26/1 |                                                                            |           | 11023 DDB  |
|                                               |                                               | Städtel 13 LageFlur: 1, Flurstück: 53/2 |                                                                            |           | 11024 DDB  |
|                                               |                                               | Städtel 15 LageFlur: 1, Flurstück: 59/15 |                                                                            | 1609      | 11025 DDB  |
| weitere Bilder                                | Tempelhaus                                    | Städtel 15a LageFlur: 1, Flurstück: 59/13                                                                                                   |                                                                            |           | 11029 DDB  |
|                                               |                                               | Städtel 17 LageFlur: 1, Flurstück: 63/3 | Ehemaliges Burgmannenhaus                                                  | 1445      | 11026 DDB  |
| Bild gesucht BW                               |                                               | Städtel 19 LageFlur: 1, Flurstück: 64/1 |                                                                            |           | 11028 DDB  |
| Bild gesucht BW                               |                                               | Städtel 20 LageFlur: 1, Flurstück: 9/1 |                                                                            |           | 11027 DDB  |
|                                               |                                               | Städtel 22, Städtel LageFlur: 1, Flurstück: 8, 993/5                                                                                        |                                                                            | 1712      | 11030 DDB  |
| Habermannsburg                                | Habermannsburg                                | Städtel 26 LageFlur: 1, Flurstück: 5 |                                                                            | 1515      | 11031 DDB  |
|                                               |                                               | Städtel 30 LageFlur: 1, Flurstück: 74/2 |                                                                            |           | 11032 DDB  |
| weitere Bilder                                | Burgmannenhaus Pavey                          | Städtel 32 LageFlur: 1, Flurstück: 75 |                                                                            |           | 11033 DDB  |
| Sophientempel                                 | Sophientempel                                 | Tiergarten LageFlur: 13, Flurstück: 5 | Kleiner klassizistischer Tempel                                            | 1844      | 11036 DDB  |
| Bild gesucht BW                               | Roßbacher Hof, Stallscheune und Pferdestall   | Zum Roßbacher Hof 30, 32 LageFlur: 16, Flurstück: 21/4                                                                                      |                                                                            |           | 11037 DDB  |

### Erlenbach
| Bild            | Bezeichnung               | Lage                                          | Beschreibung | Bauzeit       | Objekt-Nr. |
| --------------- | ------------------------- | --------------------------------------------- | ------------ | ------------- | ---------- |
| Bild gesucht BW | Reste eines Wildgeheges   | Am Baurück LageFlur: 8, Flurstück: 1/12, 1/13 |              |               | 11063 DDB  |
| Bubenkreuz      | Steinkreuz ('Bubenkreuz') | Am Bubenkreuz LageFlur: 2, Flurstück: 2/1     |              |               | 11062 DDB  |
| Bild gesucht BW | Reste eines Wildgeheges   | Am Saufang LageFlur: 7, Flurstück: 1/1        |              |               | 11100 DDB  |
| Bild gesucht BW | Ehemaliges Wirtshaus      | Bullauer Bild 3 LageFlur: 8, Flurstück: 2/4   |              | 1775 bis 1780 | 11064 DDB  |

### Ernsbach-Erbuch
| Bild           | Bezeichnung      | Lage                                                           | Beschreibung | Bauzeit | Objekt-Nr. |
| -------------- | ---------------- | -------------------------------------------------------------- | --- | ------- | ---------- |
| weitere Bilder | Habermannskreuze | Habermannskreuz LageFlur: 3, Flurstück: 5                      | |         | 11068 DDB  |
| weitere Bilder | Adlerstein       | Ernsbach, Schachert LageFlur: 7, Flurstück: 3                  | |         | 11067 DDB  |
| Eberhardstein  | Eberhardstein    | Vogelherdschlag (beim 'Kutschenweg') LageFlur: 5, Flurstück: 7 | Sandsteinblock mit Inschrift auf einer Bronzeplatte: Eberhard G.Z.E hat hier nach L Jahren Waidmannszeit seinen letzten Wildparkhirsch erlegt. XXI Aug. MDCCCLXXXIII. Patri Filius G(eorg) A(Ibrecht). | 1883    | 11066 DDB  |

### Günterfürst
| Bild            | Bezeichnung            | Lage | Beschreibung                       | Bauzeit  | Objekt-Nr. |
| --------------- | ---------------------- | --- | ---------------------------------- | -------- | ---------- |
| Bild gesucht BW |                        | Alter Weg 19 LageFlur: 1, Flurstück: 35/2                                                                                                   | Odenwälder Einhaus                 |          | 11070 DDB  |
| Bild gesucht BW |                        | Alter Weg 25 LageFlur: 2, Flurstück: 34/2                                                                                                   |                                    |          | 11071 DDB  |
| Bild gesucht BW |                        | Geißbergweg, In den Brunnenwiesen LageFlur: 1, Flurstück: 37 und 108                                                                        |                                    |          | 11074 DDB  |
| Bild gesucht BW | Sachteil: Backhäuschen | Geißbergweg 2 LageFlur: 1, Flurstück: 43/1                                                                                                  | Backhäuschen mit Schweinestall     | 1938     | 11072 DDB  |
| Bild gesucht BW |                        | Geißbergweg 3 LageFlur: 1, Flurstück: 45/9                                                                                                  |                                    | vor 1807 | 11073 DDB  |
| Bild gesucht BW |                        | Grenzsteine an der 'Hohen Straße', Hohe Straße, In der Helle, Auf der Höhe, Am Geisberg LageFlur: 4, 5, 6, 7, 9, Flurstück: 1, 2, 4, 21, 34 | Zahlreiche nummerierte Grenzsteine |          | 11076 DDB  |
| Bild gesucht BW | Teilungssteine         | Hohe Straße, In der Helle, Auf dem Geisberg, Im Geisberg, Allmai LageFlur: 5, 6, 7, Flurstück: 1, 2, 4, 6, 10, 53, 54                       |                                    |          | 11075 DDB  |

### Haisterbach
| Bild            | Bezeichnung           | Lage                                                                   | Beschreibung                             | Bauzeit | Objekt-Nr. |
| --------------- | --------------------- | ---------------------------------------------------------------------- | ---------------------------------------- | ------- | ---------- |
| Linsenkreuz     | 'Linsenkreuz'         | Am Linsenkreuz LageFlur: 6, Flurstück: 9                               |                                          |         | 11083 DDB  |
| Bild gesucht BW | Sachteil: Stellsteine | Brunnenwiesen LageFlur: 1, Flurstück: 101                              |                                          |         | 11078 DDB  |
| Bild gesucht BW | Riesenbrunnen         | Brunnenwiesen (neben Marbachstraße Nr. 24) LageFlur: 1, Flurstück: 105 |                                          |         | 11079 DDB  |
| Bild gesucht BW |                       | Hofweg 20, 22 LageFlur: 3, Flurstück: 17/1, 18/1, 19                   | Große, vierseitig geschlossene Hofanlage |         | 11082 DDB  |
| Bild gesucht BW | Sachteil: Hauszeichen | Marbachstraße 31 LageFlur: 2, Flurstück: 21/2                          |                                          |         | 11080 DDB  |

### Lauerbach
| Bild            | Bezeichnung        | Lage                                                                                        | Beschreibung            | Bauzeit | Objekt-Nr. |
| --------------- | ------------------ | ------------------------------------------------------------------------------------------- | ----------------------- | ------- | ---------- |
| Bild gesucht BW |                    | Im Dorf 17, 19 LageFlur: 1, Flurstück: 60/2, 65/2                                           | Langgestrecktes Einhaus | 1849    | 11085 DDB  |
| Bild gesucht BW |                    | Litzertweg 13, Im Eichelsfeld, Kirchhofsfeld LageFlur: 6, Flurstück: 26/2, 27/1, 28/2, 28/4 | Friedhofskapelle        | 1616    | 11087 DDB  |
| Bild gesucht BW | Pappenfabrik Glenz | Neckarstraße 157 LageFlur: 5, Flurstück: 37/5                                               |                         | 1863    | 11086 DDB  |

### Schönnen
| Bild                 | Bezeichnung                | Lage                                                                   | Beschreibung    | Bauzeit | Objekt-Nr. |
| -------------------- | -------------------------- | ---------------------------------------------------------------------- | --------------- | ------- | ---------- |
|                      |                            | An der Seife LageFlur: 1, Flurstück: 4/5                               | Wegweiserstein  |         | 11098 DDB  |
| Bild gesucht BW      |                            | Hohenbugstraße 6 LageFlur: 2, Flurstück: 105/7                         |                 | 1848    | 11089 DDB  |
| Bild gesucht BW      |                            | Hohenbugstraße 8 LageFlur: 2, Flurstück: 111/6                         |                 | 1843    | 11090 DDB  |
| Steinkreuz-Werkstück | Steinkreuz-Werkstück       | Hohenburgstraße 9 LageFlur: 2, Flurstück: 93/4                         |                 |         | 11099 DDB  |
| Bild gesucht BW      |                            | Hohenbugstraße 10 LageFlur: 2, Flurstück: 102/3                        |                 |         | 11091 DDB  |
| Bild gesucht BW      |                            | Hohenbugstraße 16 LageFlur: 2, Flurstück: 127/2                        |                 | 1898    | 11092 DDB  |
| Bild gesucht BW      | Stellsteinreihe            | Hohenbugstraße 50, Hohenbugstraße LageFlur: 2, Flurstück: 149/1, 149/2 |                 |         | 11093 DDB  |
| Bild gesucht BW      |                            | Im Tal 32/34 LageFlur: 1, Flurstück: 59/5                              |                 | um 1840 | 11094 DDB  |
| Bild gesucht BW      | Ehemaliges Wasserkraftwerk | Im Tal 51 LageFlur: 1, Flurstück: 36/1                                 |                 | 1924    | 11095 DDB  |
| Bild gesucht BW      | Mümlingbrücke              | K 46 LageFlur: 1, Flurstück: 84/20                                     | Sandsteinbrücke |         | 11097 DDB  |
| Bild gesucht BW      | Mümlingbrücke (B 45)       | Mümling LageFlur: 4, Flurstück: 40                                     |                 | 1860/80 | 11096 DDB  |